# Президентские выборы в Словакии (2004)
Президентские выборы в Словакии 2004 года состоялись 3 апреля (I тур) и 17 апреля (II тур). Во втором туре уверенную победу одержал Иван Гашпарович, являющийся членом небольшого Движения за демократию, но поддержанный влиятельной партией «Курс — социальная демократия». Кроме того, за Гашпаровича во втором туре голосовали многие противники прошедшего во второй тур Владимира Мечьяра.
В выборах участвовало 12 кандидатов; ещё один кандидат снялся с выборов 15 марта.

## Результаты
| Кандидат           | Фото | Партия                                        | Первый тур        | Второй тур         |
| ------------------ | ---- | --------------------------------------------- | ----------------- | ------------------ |
| Иван Гашпарович    |      | Движение за демократию                        | 442 564 (22,3 %)  | 1 079 592 (59,9 %) |
| Владимир Мечьяр    |      | Движение за демократическую Словакию          | 650 242 (38,05 %) | 722 368 (40,1 %)   |
| Эдуард Кукан       |      | Словацкий демократический и христианский союз | 438 920 (22,1 %)  | —                  |
| Рудольф Шустер     |      | Беспартийный                                  | 147 549 (7,4 %)   | —                  |
| Франтишек Миклошко |      | Христианско-демократическое движение          | 129 414 (6,5 %)   | —                  |
| Мартин Бутора      |      | Беспартийный                                  | 129 387 (6,5 %)   | —                  |
| Ян Кралик          |      | Демократическая левая партия                  | 15 873 (0,8 %)    | —                  |
| Йозеф Кальман      |      | Левый блок                                    | 10 221 (0,5 %)    | —                  |
| Юлиус Кубик        |      | Беспартийный                                  | 7734 (0,4 %)      | —                  |
| Йозеф Шестак       |      | Беспартийный                                  | 6785 (0,3 %)      | —                  |
| Станислав Бернат   |      | Беспартийный                                  | 5719 (0,3 %)      | —                  |